# スピン群
数学 において、 スピン群（スピンぐん、英: spin group） Spin(n) は特殊直交群 SO(n) の二重被覆であり、従って、以下に記すリー群の短完全系列が存在する。
{\displaystyle 1\to \mathbb {Z} _{2}\to \operatorname {Spin} (n)\to \operatorname {SO} (n)\to 1.}
n > 2 に対し、Spin(n) は単連結であり、よって SO(n) の普遍被覆である。
従って、リー群 Spin(n) の次元は n(n − 1)/2 と特殊直交群と同じであり、リー環も特殊直交群のものと同じである。
Spin(n) は、クリフォード多元環 Cℓ(n) の乗法可逆元からなる部分群として構成できる。
n 次元実ユークリッド空間 Rn の標準的正値 2 次形式に対するクリフォード多元環および偶クリフォード多元環を夫々 Cℓ(n)、Cℓ0(n) と書く。
Cℓ(n) の乗法可逆元全体 Cℓ(n)× は乗法群になり、Cℓ0(n) の乗法可逆元全体 Cℓ0(n)× はその部分群になる。
X∈Cℓ(n)× に対して、
ψX : Cℓ(n)∋ Y → XYX−1∈Cℓ(n)
は Cℓ(n) の内部自己同型である。
一般クリフォード群
Γ(n)={X∈Cℓ(n)×|ψX(Rn)⊆Rn}
は、Cℓ(n)× の部分群で、特殊クリフォード群
Γ0(n)=Γ(n)∩Cℓ0(n)×
も部分群である。
Cℓ(n) の主逆自己同型を J と書くとき、X∈Γ(n) のノルム
ν(X)=XJ(X)
は Cℓ(n) の中心の可逆元である。
準同型としてのノルム写像 ν の Γ0(n) への制限の核
Ker(ν|Γ0(n))
は、Spin(n) になる。

## 偶然的な同型
低次元においては、古典リー群の「偶然的な同型」と呼ばれる同型が存在する。
例えば、低次元スピン群とある種の古典リー群の間に同型が存在する。
特に、
Spin(1) = O(1)
Spin(2) = U(1)
Spin(3) = Sp(1) = SU(2)
Spin(4) = Sp(1) × Sp(1)
Spin(5) = Sp(2)
Spin(6) = SU(4)
n = 7,8 においては、この様な同型の名残が見られるが、これより高次の n においては、この様な同型は完全になくなってしまう。